# Styrie (land)
Pour les articles homonymes, voir Styrie.
La Styrie (en allemand : Steiermark ; en latin : Styria) est un land d'Autriche. Sa capitale est Graz. Elle s'étend sur 16 392 km2 et en 2025, sa population est de 1 271 940 habitants.

## Géographie
La Styrie s'étend sur 16 392 km2 au sud-est de l'Autriche. Elle est limitrophe de cinq autres régions et de cinq autres États de l'Autriche (Carinthie, Haute-Autriche, Basse-Autriche, Burgenland, Salzbourg), et frontalière de la Slovénie au sud.
Son nom vient de la ville de Steyr.
La rivière principale est la Mur (en allemand : Mur) qui suit la frontière sur 40 kilomètres. Le mont Hoher Dachstein est le point culminant du Land avec 2 995 m d'altitude.
Son code ISO 3166-2 est AT-6.

## Histoire
Sous l'Empire romain, le territoire actuel de la Styrie faisait partie des provinces de Pannonie à l'est, et de Norique à l'ouest.
En 1180, la Styrie, qui était jusqu'alors une partie du duché de Carinthie, devient elle-même un duché. En 1192, entre en application le traité de Georgenberg (Georgenberger Handfeste), conclu en 1186, selon lequel la Styrie était devenue une partie du duché d'Autriche.
En raison des divisions des héritiers Habsbourg, la Styrie devient la partie centrale de l'Autriche intérieure.
En 1918, le tiers sud de la Styrie entre les rivières Drave et Save, peuplé en majorité de Slovènes, fut rattaché au royaume des Serbes, des Croates et des Slovènes (future Yougoslavie), ce qui fut acté au traité de Saint-Germain-en-Laye en 1919.
Le Land de Styrie fut l'un des fiefs du mouvement de l'Heimwehr après la crise de 1927. En 1931, c'est de cette région que partit le putsch de Pfrimer, tentative avortée de prise de pouvoir par le mouvement corporatiste.
Pendant la Seconde Guerre mondiale, la Styrie devenue allemande en 1938 retrouve son territoire d'avant 1918 au sein du Troisième Reich, mais la petite région de Bad Aussee est intégrée dans la région de Haute-Autriche, nommée à cette époque « Danube supérieur » ; peu après Bad Aussee redevient une partie de la Styrie, mais comme communauté autonome (Expositur). En 1945, la Styrie se trouve pour dix ans en zone d'occupation britannique, sauf Bad Aussee qui est en zone américaine.
En 1996, Waltraud Klasnic prend la présidence du gouvernement régional. C'est la première fois dans l'histoire autrichienne qu'une femme devient Landeshauptmann.
En 2020, alors que la pandémie de Covid-19 a provoqué les reports ou annulations des dix premières courses de la saison, Liberty Media et la FIA décident d'organiser deux courses sur le circuit de Spielberg afin de limiter les déplacements des équipes. Ainsi, pour le distinguer du Grand Prix d'Autriche qui a lieu une semaine plus tôt, la deuxième sur ce circuit sera baptisée au nom de la Styrie, le land d'Autriche où est située la piste. Ce Grand Prix se déroulera une seconde fois en 2021, cette fois-ci une semaine avant le Grand Prix d'Autriche.

## Districts

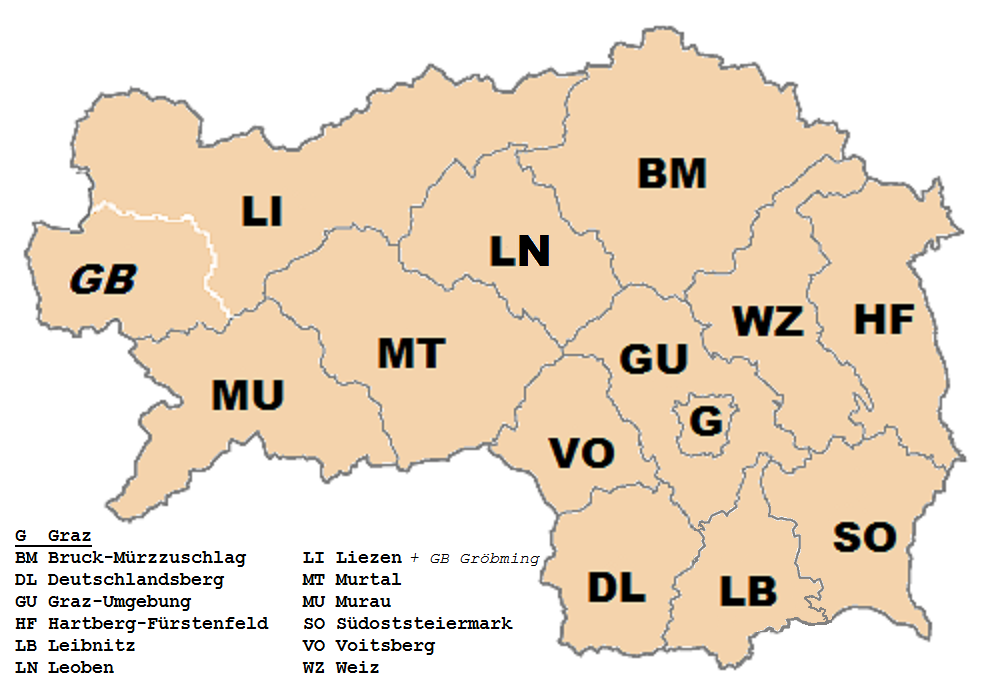
Les districts de Styrie.

La région autrichienne de Styrie est divisée en 12 districts auxquels s'ajoute la ville de Graz qui est une ville à statut administratif particulier:
- Bruck-Mürzzuschlag (BM)
- Deutschlandsberg (DL)
- Graz (ville à statut, G)
- Graz-Umgebung (GU)
- Hartberg-Fürstenfeld (HF)
- Leibnitz (LB)
- Leoben (LN)
- Liezen (LI)
- Murau (MU)
- Murtal (MT)
- Südoststeiermark (SO)
- Voitsberg (VO)
- Weiz (WZ)

## Politique et administration
La Styrie constitue un État fédéré où le pouvoir législatif est exercé par le Landtag, formé de 48 députés, élus pour un mandat de cinq ans. Le pouvoir exécutif est exercé par le gouvernement, dirigé par un gouverneur (Landeshauptmann).
De 1945 à 2005, le Parti populaire (ÖVP) dirige le Land, avant d'être supplanté par le Parti social-démocrate (SPÖ), qui gouverne de 2005 à 2015 en coalition avec l'ÖVP. Ce dernier reprend la direction du gouvernement en 2015 mais doit céder celle-ci au Parti de la liberté (FPÖ) en 2024, avec lequel il forme une coalition de droite.

## Curiosités
- La ville la plus méridionale de Styrie, Bad Radkersburg, est frontalière de la Slovénie sur les trois quarts de sa circonférence.
- Le massif du Dachstein est une chaîne de montagne très karstifiée dans laquelle s'ouvre notamment le Schwarzmooskogelhöhlensystem-Kaninchenhöhle, cavité qui développe plus de 60 kilomètres de galeries et puits, pour un dénivelé supérieur à 1 000 mètres (cf. Liste des plus longues cavités naturelles).

## Jumelage
Le Land de Styrie est jumelé avec le département de la Vienne (86), en France. Ce jumelage est suivi par la Direction de la coopération internationale du conseil départemental de la Vienne.

## Astronomie
L'astéroïde (6482) Steiermark est nommé d'après ce land.